# Ingvar Orre
Ingvar Orre, född 8 september 1932 i Stockholm, död där 8 augusti 1983, var en svensk författare och journalist.

## Biografi
Föräldrar var byggnadsingenjören Harry J. Orre och Elisabeth Borgström. Han tog studentexamen 1952 och blev fil. kand. vid Stockholms högskola 1957. Samma år började han arbeta som kritiker i Stockholms-Tidningen under signaturen I. O-e. Han övergick därifrån till Dagens Nyheter 1964 för att arbeta som tv-kritiker.
Orre debuterade 1952 med diktsamlingen Utgångspunkt och skrev därefter lyrik, noveller, romaner, teaterstycken och barnböcker. Han ingick en tid i Metamorfosgruppen, och ingick 1956 i Metamorfos-antologin Sex unga lyriker, tillsammans med bland andra Paul Andersson och Lasse Söderberg. Han medverkade även under 1950-talet i tidskriften Upptakt.

## Priser och utmärkelser
- 1954 – Boklotteriets stipendium
- 1956 – Albert Bonniers stipendiefond för yngre och nyare författare